# مکسار
مکسار (انگلیسی: Maxar) شرکت فناوری اطلاعات آمریکایی است، که در سال ۱۹۶۹ توسط جان مک‌دونالد تأسیس شد.